# Mnichy (Rudawy Janowickie)
Mnichy (niem. Pfaffenstein, 694 m n.p.m.) – szczyt w południowo-zachodniej Polsce, w Sudetach Zachodnich, w Rudawach Janowickich.

## Położenie i opis
Mnichy leżą w bocznym ramieniu, odchodzącym od masywu Wielkiej Kopy ku północnemu wschodowi. Początkowo wyrasta z północno-wschodniego zbocza Wielkiej Kopy, aby następnie utworzyć wyraźny grzbiet. Kończy się on nad Wieściszowicami, ale ku północnemu wschodowi wysuwa kolejne odgałęzienie z Sowią Górką, Owczą Górą i zakończone Ostrą i Marciszówkiem nad Bobrem w Marciszowie. Na wschodnim zboczu Mnichów znajduje się skałka „Popówka”.

## Budowa geologiczna
Masyw Mnichów zbudowany jest ze skał metamorficznych wschodniej osłony granitu karkonoskiego oraz skał osadowych północno-zachodniego skrzydła niecki śródsudeckiej. Do pierwszej grupy należą łupki serycytowo-chlorytowo-kwarcowe, łupki kwarcowo-albitowo-chlorytowe, amfibolity i łupki amfibolitowe powstałe w dolnym paleozoiku. Najbardziej odporne na czynniki wietrzenia amfibolity tworzą grzbiet Mnichów. Do drugiej grupy należą dolnokarbońskie zlepieńce, piaskowce, piaskowce szarogłazowe i iłowce. Osady karbońskie zalegają na skałach metamorficznych na wschodnich zboczach masywu.

## Roślinność
Wzniesienie prawie w całości porośnięte lasami. Niższe partie wschodnich zboczy pokrywają łąki i pastwiska, częściowo również zarastające lasem.

## Ochrona przyrody
Masyw Mnichów znajduje się na obszarze Rudawskiego Parku Krajobrazowego.

## Turystyka
Zachodnimi zboczami biegnie szlak turystyczny:
- zielony z Marciszowa przez Wielką Kopę na Skalnik